# Nornik tatrzański
Nornik tatrzański, darniówka tatrzańska (Microtus tatricus) – gatunek ssaka z podrodziny karczowników (Arvicolinae) w obrębie rodziny chomikowatych (Cricetidae).

## Zasięg występowania
Nornik tatrzański występuje endemicznie w Karpatach, zamieszkując w zależności od podgatunku:
- M. tatricus tatricus – Tatry (zachodnie Karpaty) w południowej Polsce i północnej Słowacji.
- M. tatricus zykovi – wschodnie i południowe Karpaty w południowo-zachodniej Ukrainie i Rumunii. Zasiedlają różnorodne siedliska górskie zarówno doliny, jak i górne granice lasu, w przedziale wysokości 850–2350 m n.p.m.[9]

## Taksonomia
Gatunek po raz pierwszy zgodnie z zasadami nazewnictwa binominalnego opisał w 1952 roku czeski zoolog Josef Kratochvíl, nadając mu nazwę Pitymys tatricus. Holotyp pochodził z Doliny Staroleśnej, w Tatrach Wysokich, w Słowacji. 
M. tatricus należy do podrodzaju Terricola i prawdopodobnie jest blisko spokrewniony z grupą gatunkową multiplex. Dawniej umieszczany w Pitymys. Nornik tatrzański jest karpackim endemitem, a pojawił się na tym terenie w okresie holocenu. Autorzy Illustrated Checklist of the Mammals of the World rozpoznają dwa podgatunki.

### Etymologia
- Microtus: gr. μικρος mikros „mały”; ους ous, ωτος ōtos „ucho”[11].
- tatricus: Tatry, Europa[2].
- zykovi: Ołeksandr Zykow, ukraiński teriolog[3].

## Morfologia
Długość ciała (bez ogona) 83–115 mm, długość ogona 31–47 mm; masa ciała 18–36 g; samce są nieco cięższe od samic (samce średnio 30,2 g, samice średnio 25,1 g). Futro żółtawe, na grzbiecie bardziej brązowe, przechodzące w białawy brzuch. Ogon także dwukolorowy, ciemniejszy od strony grzbietu, a łapy białawe. Ucho stosunkowo długie (9–15 mm). Do dwóch par gruczołów mlekowych.

## Ekologia
Występuje głównie w zbiorowiskach pokrytych bujnym runem, z powalonymi pniami drzew, w pobliżu potoków. Występuje zarówno w dolinach, jak i powyżej górnej granicy lasu, w strefie kosodrzewiny i hal.
Aktywny głównie nocą. Żyje w norach wykopanych przez inne ssaki, ewentualnie wykorzystuje jamy w rumoszu skalnym. Nornik tatrzański jest roślinożerny – żywi się głównie zielonymi częściami roślin, korzeniami, nasionami i owocami.
Okres rozmnażania rozpoczyna się wczesną wiosną i trwa do sierpnia. Samica wydaje na świat miot składający się z 2–4 młodych. Nornik tatrzański osiąga dojrzałość płciową w kolejnym roku, po przezimowaniu i osiągnięciu masy około 23 g. Zwierzę żyje około 1,5–2 lat.

## Ochrona
W Polsce nornik tatrzański podlega ścisłej ochronie gatunkowej.